# 卷軸

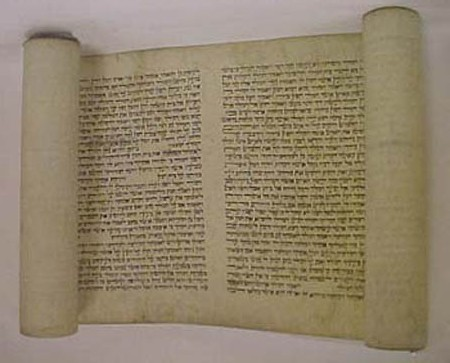
以斯帖記，西班牙塞維利亞

卷軸（又稱卷軸裝）是一種裝幀方式，把繪畫或書寫的材料平日滾成卷狀，達至傳遞訊息或裝飾的效果。

## 結構[1]
卷軸的長形紙一般是把多張紙黏在一起，或在木漿倒模時特別度身訂造。因應不同資料的分類方法，亦可在卷軸上刻上分段及分部的記號。在由上而下，開始繪畫或書寫的時候，卷軸一般都被完全打開，寫完相關段落後才捲起。書寫的左右方向則按語言來定。
此外，於中國內由木簡或竹簡綑綁而成的簡牘，亦屬於卷軸的一類。有不少紙製或紡織品製作的卷軸為了更好收藏及舒卷，在兩端或左端是裝上長軸。

## 發展

### 東亞

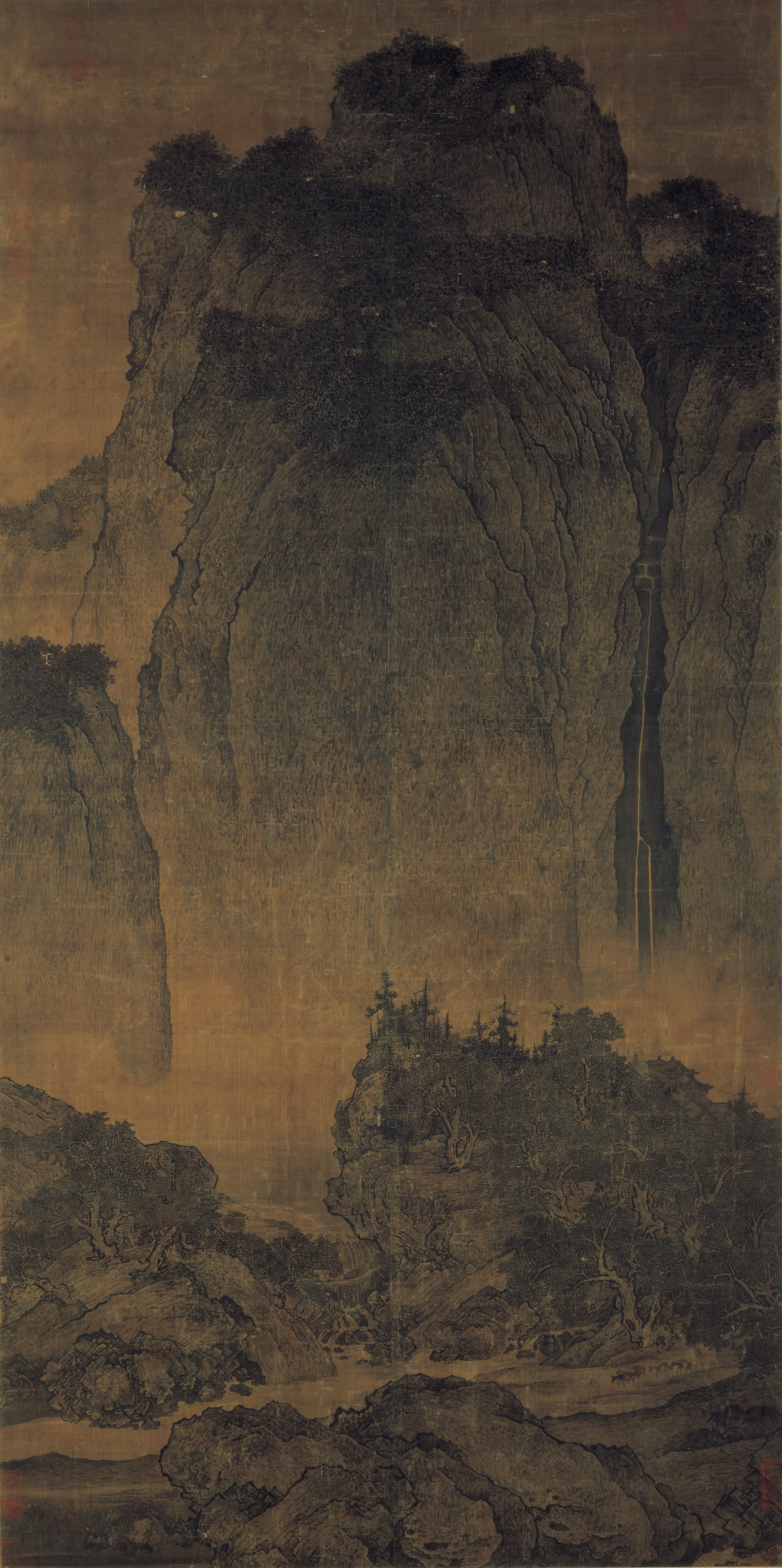
范寬的谿山行旅圖「掛軸」全部展開高度超過3公尺，國立故宮博物院藏

在中國以至附近的東亞地區當中，目前仍完整保存的最古老紙張卷軸，可追溯到公元868年編寫，於敦煌發現的佛教經典《金剛經》，全長有4.9公尺。總括來說，東亞卷軸一般用作較短的畫，以至較長的韻文或散文皆有。但也有較長的畫卷如中國的《清明上河圖》卷及日本的《源氏物語繪》卷等。
亦有一些手風琴式的卷軸，方便宗教人士在查明經文段落時，不用把卷軸完全打開，這種裝幀方式稱為經摺裝。亦有其他國家較少見的掛牆卷軸，主要作觀賞和修飾環境之用。

#### 中國[2]
公元前數千多年，中國紙張尚未引入以前，已經有木簡和竹簡綑綁成的簡牘，直到東漢時期逐漸被紙張所淘汰。而在中國以至附近的東亞地區當中，目前仍完整保存的最古老紙張卷軸，可追溯到公元868年編寫，於敦煌發現的佛教經典《金剛經》，全長有4.9公尺。總括來說，中國卷軸一般用作較短的水墨畫，以至較長的古文或散文皆有。
其形式可分為「長卷」與「掛軸」兩種：
- 長卷：為縱邊較短，橫邊長度可無限制延伸的卷軸，方便觀賞者將卷軸拿在手中或平置於桌面，依次展開欣賞畫面的某個片段或局部，故名「手卷」，如：《出警圖》卷及《清明上河圖》卷等。
- 立軸：是懸掛在牆上供欣賞之用的卷軸，通常為畫卷一次展開，迎面來能讓觀者一目了然，其橫邊相對較短，縱邊長度則無限制，但懸掛時會因為所處空間高度限制，而決定其展開的篇幅，故名「掛軸」，如：《谿山行旅圖》軸。

古代中國曾出現過為方便卷軸書寫而製成的「印度墨水」，是以煤煙和燈油混合驢皮和麝皮纖維而成。此墨水有相當高的黏結性和融合度，對卷軸這類儲存大量資料的文獻有莫大的輔助作用。

### 古埃及[3]
卷軸被視為古埃及，亦是整個歐洲及西亞地區內，第一種可供塗改的文獻媒介。羊皮紙卷軸則被視為第一種用來紀錄經文或文學的媒介，是拉丁民族引入書本以前的主要用具。即使散裝紙張在後期越見普及，卷軸在那個時代仍被好好推崇。
在古埃及，卷軸一般是以莎草紙製成。經歷多年變化，這些紙張已出現墨水褪色、黏在一起和鋪滿麈埃的問題，不便於閱讀和考古學研究，例子有翻譯時候，篇章發現有重覆的死者之書。

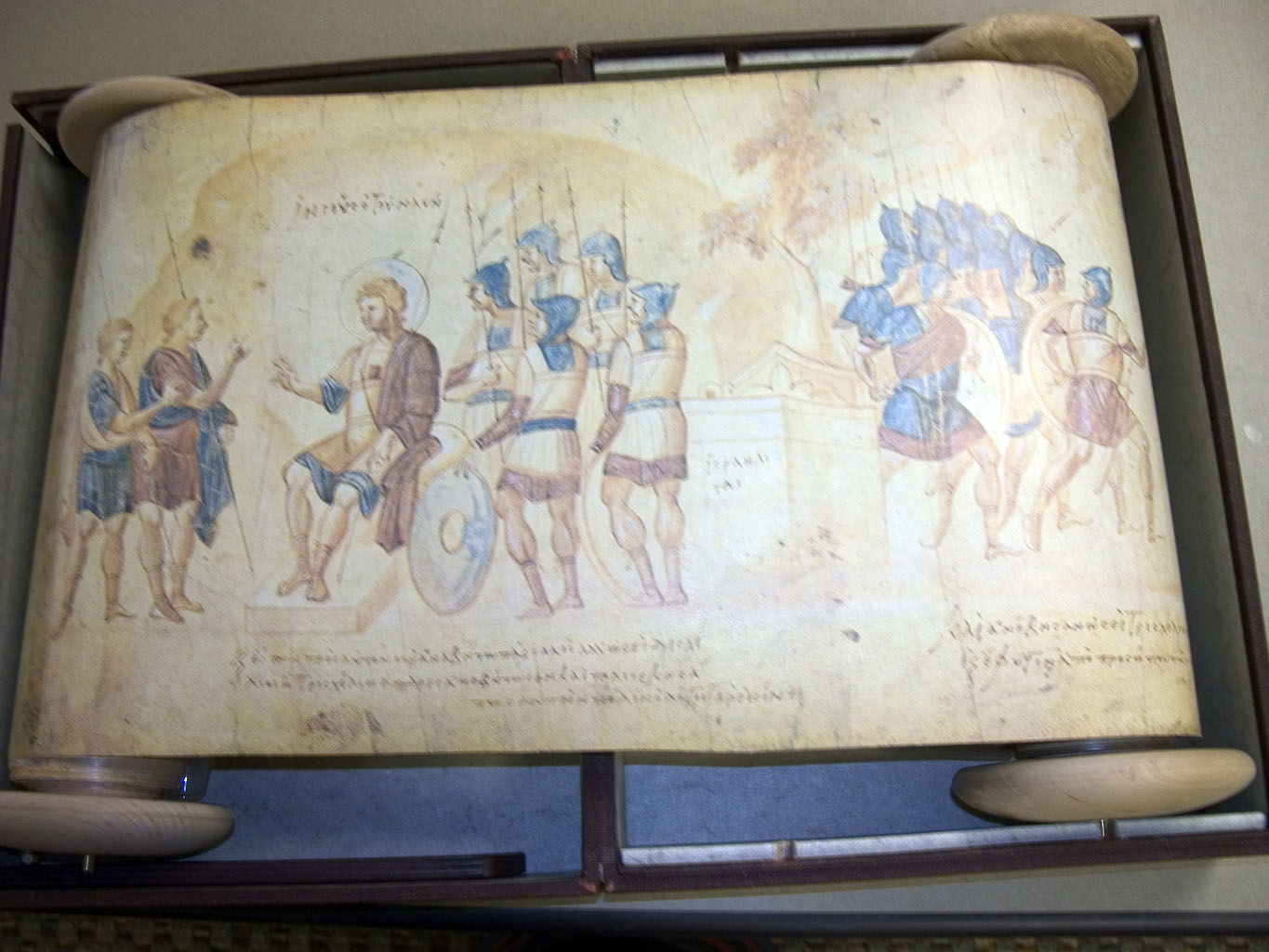
《The Joshua Roll》，梵蒂岡教廷圖書館，巴比倫卷軸

### 歐洲

#### 古希臘
卷軸是古希臘的象徵之一，一般用作記載人文科學的著作。人們亦會為特別鑄造一個墩座。這些文化傳承至後來的羅馬帝國。

#### 猶太人及基督宗教
猶太人相傳摩西五經在公元前1200年由摩西編寫在卷軸上，合共有304,805個字母，約79,000個字詞。昔日卷軸不是使用紙張，而是使用教規下允許屠宰的動物，如小牛、羊和山羊的皮所製成。其後，卷軸因為其持久性而被同族人士廣泛使用。卷軸副本的手抄過程相當漫長和繁複，類似摩西五經的經文往往達2,000小時之久。在嚴謹的守則下，猶太人抄寫卷軸是不容許錯誤和不清晰，亦不可在無合理原因下隨意複製。
在敘利亞及巴比倫的猶太人部族亦有使用卷軸的習慣，但地勢環境令其使用較特別的鹿皮製作。卷軸的質素和耐久性在族人間享負盛名，造就日後與歐洲和印度商人的緊密經貿關係。 
根據《聖經》記載，在第一世紀耶穌時代的猶太會堂仍普遍使用卷軸式書卷。早期基督徒自採用冊式書卷後，卷軸的使用量便驟减。在意大利南部，卷軸會特別用來輔助基督教禮拜儀式的舉行。

#### 歐洲中世紀[3]

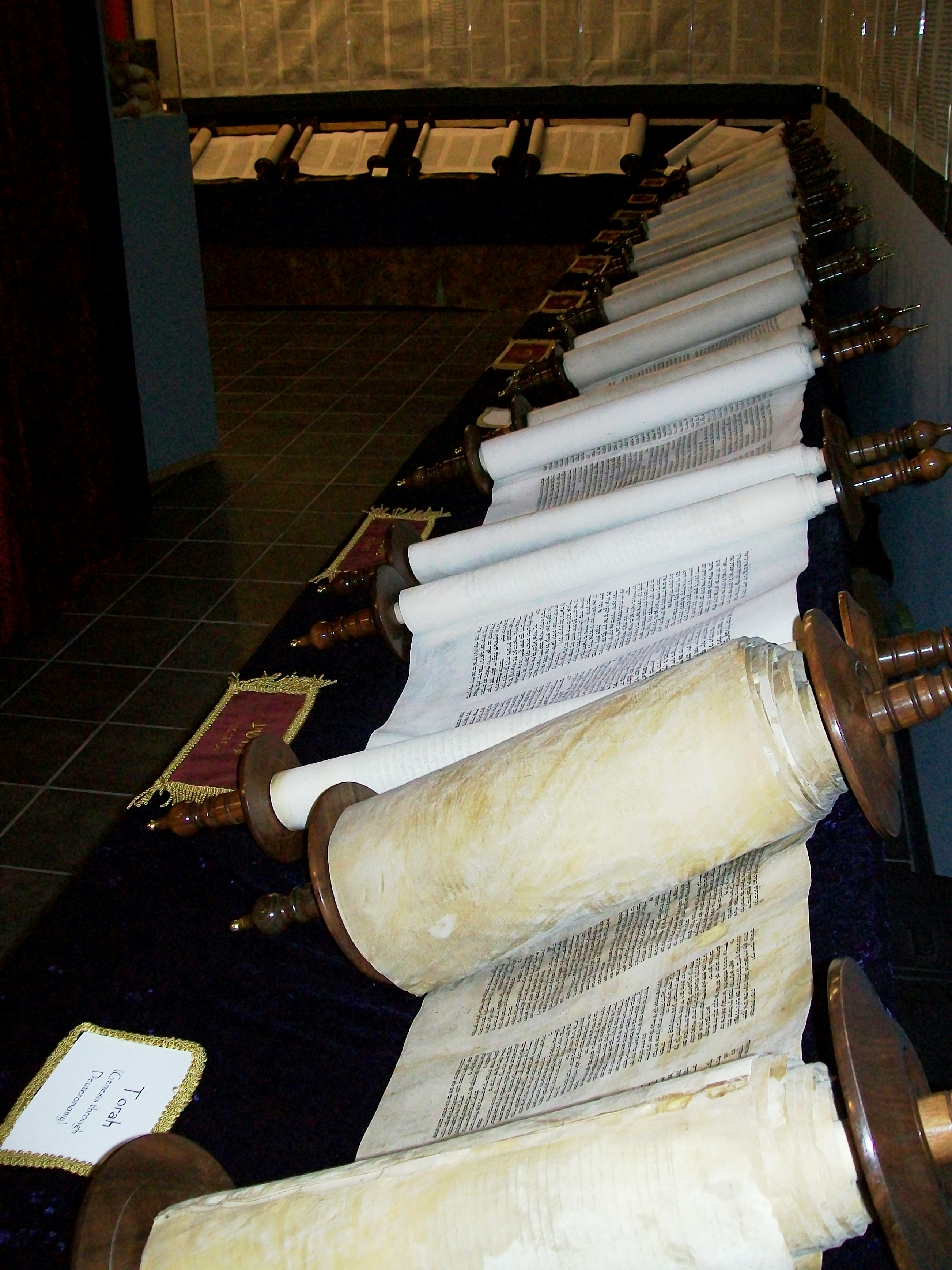

中世紀初期，卷軸的使用主要是延續猶太人的習俗，但經由天主教向較多地方傳播，抄寫錯誤亦因為廣泛使用而增多。有學者曾發現，抄寫在卷軸上的基督教新約聖經有近200,000個版本，差異可以很大。
中世紀後期，卷軸因散裝紙和書本出現而開始沒落，只有記載重要官方文件、珍藏歷史檔案和國際條約時才會用到。這些卷軸所用的都是上等羊皮紙製作，再放入純銀或純金鑄造的罐中，並刻上見證人的名字。 

### 現代
直到現代，實際應用卷軸的情況幾乎都在遠古的儀式和裝飾上。另外，20世紀時出現了卷軸形狀的顯示器，配合各種應用軟件和硬件結合成一種新的閱讀媒體；21世紀更出現了電子紙，可以弄成卷軸的模樣作收藏，但藏載的內容相對當年高出許多。
部分卷軸會被用作教學用途。雖然製作費用高昂，但對老師和學生來說，觀看和完成整部課文作業會變得更為容易。現時，組織「The Textmapping Project」的領導人Dave Middlebrook擁有製作教學卷軸的專利。
卷軸的結構本身亦促使類似形狀的事物出現。微縮膠片、錄影帶和電影膠卷，都是參照了卷軸的卷狀。

## 迷你卷軸

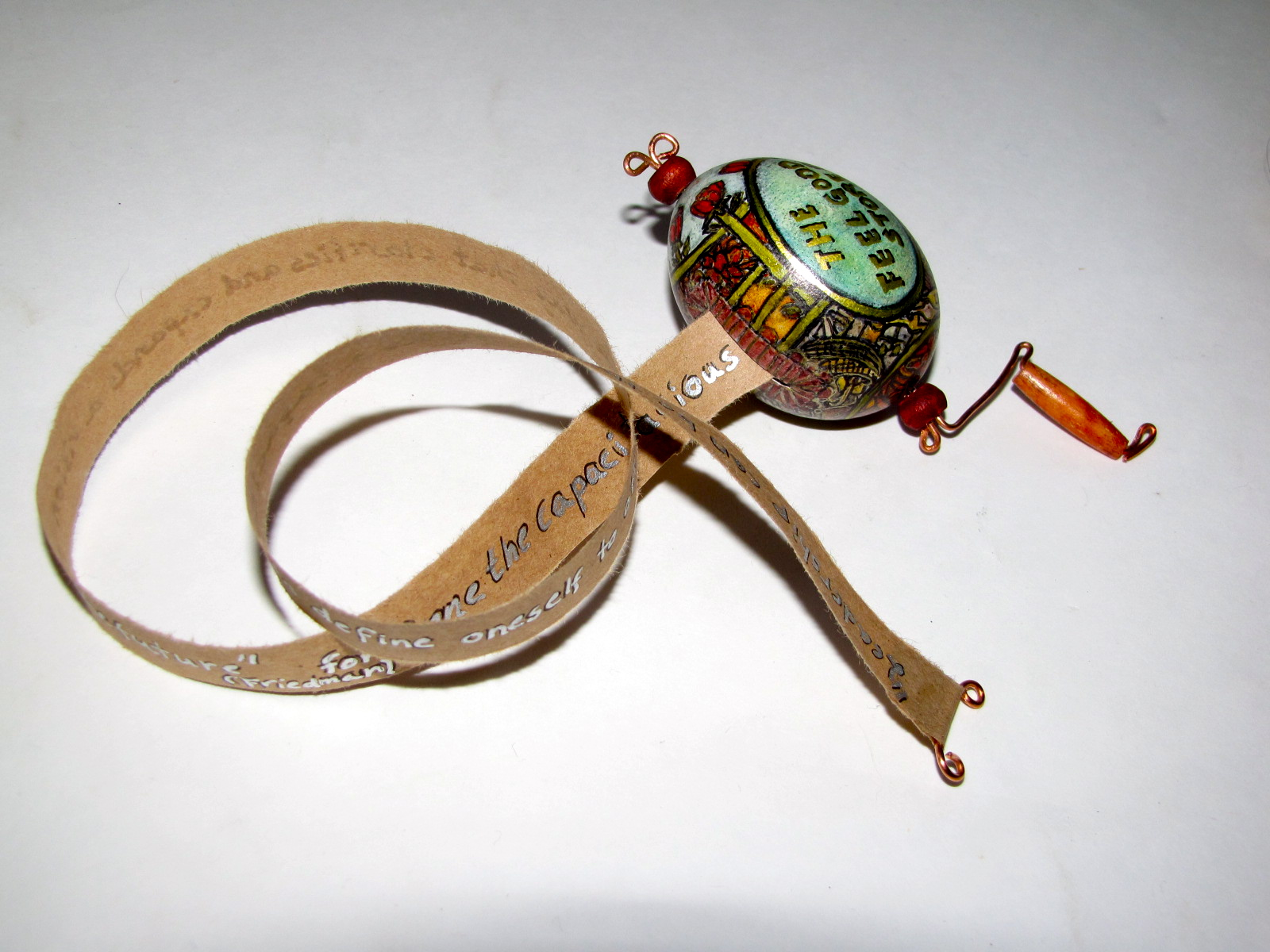
畢德麥雅卷軸

迷你卷軸是用一些面積較小的長紙條製成，用來記載會計數字、法律條約內容和小型手抄。這些卷軸儘管較為窄小，但可長達60厘米至2呎，記載內容跟一般卷軸不相伯仲。體積細小的迷你卷軸一般會放在特製的櫃中儲存。最著名的迷你卷軸名為畢德麥雅卷軸。